# Donald P. Hodel

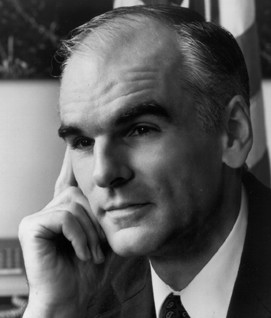
Donald P. Hodel

Donald Paul Hodel (* 23. Mai 1935 in Portland, Oregon) ist ein ehemaliger US-amerikanischer Politiker (Republikanische Partei), der dem Kabinett Reagan als Innenminister (1985–1989) angehörte.

## Leben
Er studierte in Harvard und heiratete Barbara Stockman. 2003–2005 war er der Vorsitzende der evangelikalen Organisation Focus on the Family. Hodel war unter der Regierung Ronald Reagans der dritte Innenminister, als Nachfolger von William Patrick Clark. Zuvor hatte er bereits als Energieminister fungiert. Heute lebt der Republikaner mit seiner Frau, die seit einem Unfall 2007 gelähmt ist, in Colorado.